# Юсупов, Искандар
Искандар Юсупов (узб. Iskandar Yusupov) — государственный деятель Республики Узбекистан, хоким Хорезмской области (январь 1996 — февраль 1999).

## Биография
Родился в Узбекской ССР, в городе Питнак Хазараспского района Хорезмской области 15 октября 1943 году. Отец — Юсупов Юсуф Ваисович, член КПСС.
В раннем возрасте, как отмечают люди знавшие его в тот период, несмотря на неблагоприятные условия в сфере образования в тех годах в дальнем селе Хорезмской области — Питнак, Искандар Юсупович отличался своим острым умом и стремлением развиваться научно.
С отличием окончив среднее образовательное учреждение, поступил в Национальный исследовательский университет «Ташкентский институт инженеров ирригации и механизации сельского хозяйства»

## Трудовая деятельность
1965 г. — окончил Национальный исследовательский университет «Ташкентский институт инженеров ирригации и механизации сельского хозяйства»
1966 г. — Начальником участка в Питнаке, Туямуюнская ГЭС УзССР
1967—1979 г. — Начальник ПТО- главным инженер, начальник Туямуюнская ГЭС УзССР
1979—1981 г. — Главным инженер Туямуюнская ГЭС УзССР
1981—1983 г. — Инструктор отдела Водного хозяйства ЦК КП УзССР
1983—1989 г. — Начальник Строительства Туямуюнская ГЭС УзССР
1989—1994 г. — Председатель Узагрострой (бывший Минсельстрой) УзССР и Республики Узбекистан
1994—1995 г. — Председатель Госконцерна "Узводстрой " Республики Узбекистан
1995—1996 г. — Первый заместитель хокима Хорезмской области Республики Узбекистан
1996—1999 г. — Хоким Хорезмской области Республики Узбекистан
1999—2000 г. — Председатель Госконцерна Республики Узбекистан
2000—2002 г. — Заместитель министра обороны Республики Узбекистан
1985—2000 г. — Депутат Верховного совета УзССР и Республики Узбекистан

## Награды
- Орден «Мехнат шухрати»[1]
- Заслуженный строитель Республики Узбекистан